# Открытое море (фильм)
«Открытое море» (англ. Open Water) — художественный фильм 2003 года, основанный на реальных событиях, произошедших в 1998 году в Австралии с супругами Томом и Айлин Лонерган.

## Сюжет
Мужчина и женщина отправляются на отдых, который обещает быть романтичным и захватывающим.
Сьюзан и Дэниэл, увлекающиеся подводным плаванием, заказывают места на катере для любителей дайвинга. Их последний выход в море заканчивается плачевно: на катере, на котором они прибыли, производят неверный подсчёт участников погружения, и когда супруги всплывают, то с ужасом видят, что катер уплыл. Команда умудрилась не заметить как отсутствие двух человек, так и недостачу двух баллонов с воздухом.  
Пара пытается выжить в открытом океане. Они переживают все стадии психологического срыва. Организаторы дайвинг-тура сначала не замечают исчезновения пары, однако на следующий день один из работников находит оставленные ими вещи. Начинаются поиски пары, в которых используются гидроплан, вертолёт и несколько катеров. К этому времени Дэниэл умирает от потери крови после укуса акулы. В конце фильма Сьюзан, совершенно отчаявшись, добровольно расстёгивает свой BCD (жилет-компенсатор плавучести), за счёт которого она до сих пор держалась на плаву, и погибает. Спустя какое-то время рыбаки вылавливают акулу, в желудке которой обнаруживают фотокамеру супругов.

## В ролях
- Блэнчард Райан — Сьюзен Уоткинс
- Дэниэл Трэвис — Дэниел Кинтнер
- Сол Стайн — Сет
- Майкл Э. Уильямсон — Дэвис
- Кристина Зенаро — Линда
- Джон Чарльз — Джуниор
- Эстелл Лау — Эстелль
- Стив Лемм — водолаз

## Факты
- Акулы — настоящие. Для того чтобы никто из съёмочной бригады не пострадал, хищникам постоянно скармливали какую-нибудь рыбу[2].
- Фильм был снят на деньги режиссёра и его жены, продюсера Лауры Лау, и обошёлся им в 120 000 долларов. Позднее фильм был куплен у них компанией Lion’s Gate за 2,5 миллиона долларов[1].
- Фильм снят на полупрофессиональную цифровую камеру[3].

## Критика и отзывы
«Открытое море» получил в основном положительные отзывы. Фильм имеет 72% положительных отзывов на Rotten Tomatoes, основанный на 192 рецензиях со средним рейтингом 6,6/10. Консенсус гласит: «Низкобюджетный триллер с некоторыми сильными моментами». На Metacritic фильм получил оценку 63 баллов из 100, определённую из 38 рецензий.

## Награды и номинации
Премия «Сатурн»-2005
- Награда лучшей киноактрисе — Блэнчард Райан
- Номинация за лучший фильм ужасов